# Freital
Freital è una città della Sassonia, in Germania.

Appartiene al circondario della Svizzera Sassone-Monti Metalliferi Orientali.
Freital si fregia del titolo di "Grande città circondariale" (Große Kreisstadt).